# OS-1

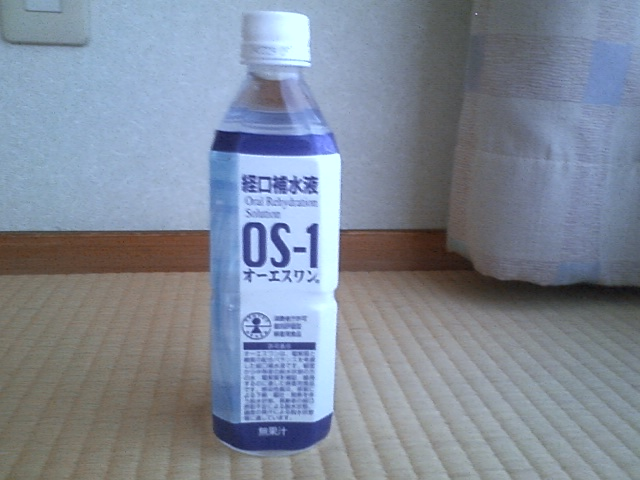
OS-1の商品画像

OS-1（オーエスワン）は、株式会社大塚製薬工場が製造・販売する経口補水液。同社の登録商標（日本第4521919号ほか）。消費者庁長官の許可する個別評価型病者用食品である。
製品名は、開発番号OS（Oral Rehydration Solution）の1番目のシリーズ製品であることに由来する。

## 概要
脱水時、特に嘔吐や下痢を伴うような病的な脱水時には、水分だけでなく電解質も多く失われている。このような病態に対しては、点滴により経静脈的に水と電解質を補給する必要がある。しかし、小児に対して長時間の点滴を行うことは困難であり、屋外での熱中症で医療機関が遠方である場合もある。
このような場合に、簡便に経口で水分と電解質を補給することを目的とするのが、経口補水療法である。こうした考え方に基づくアメリカ小児科学会の指針に則って開発された製品が『OS-1』である。こうした食事療法の効果が、医学的・栄養学的に証明されたことから、個別評価型病者用食品の許可を得た。
なお、メディカルフーズ製品として販売されている『オーエスワン パウダー』は、経口補水イオン飲料であり、病者用食品には属さない栄養製品であるが、一般のスポーツドリンクよりも電解質の濃度が高くなっているため、医師や薬剤師、看護師、管理栄養士の指導の下、飲用することが推奨されている。

## 用量・用法
市販されている商品には、500mL、280mLのPETボトル飲料のほか、200gのゼリー飲料（高齢者や咀嚼・嚥下困難者向け）、30g（1L用）、15g（500mL用）の水に溶かして使用する粉末製品がある。成分の濃度は、いずれの形態も同一なので、用法・用量も同一。
使用法の目安として、一日あたり：
- 乳児 — 体重1 kgあたり 30 - 50mL（g）
- 幼児 — 300 - 600mL（g）
- 学童以上（成人含む） — 500 - 1000 mL（g）

## 特記
この商品は「脱水症状時の食事療法のための特別用途食品」であり、一般人が普段飲用（常飲）することや、熱中症にまでは至っていない通常の発汗状態での水分補給を想定していない。普段飲用した場合、腎臓への負担となるほか、同様に適量を超えた飲用による熱中症の予防目的には適さない（あくまで予見される脱水状態による異常を防ぐ適量の少量飲用を想定）。このため大塚製薬工場は、「医師から脱水状態時の食事療法として指示された場合に限りお飲みください。医師、薬剤師、看護師、管理栄養士の指導に従ってお飲みください。食事療法の素材として適するものであって、多く飲用することによって原疾患が治癒するものではありません。」とラベルに注意喚起している。
小売り販売は限られており、
- 病院内の売店・コンビニ・自動販売機
- 調剤薬局
- ドラッグストア
- 大塚製薬の通販サイト「オオツカ・プラスワン」

のみで行っている。粉末（パウダー）タイプは「オオツカ・プラスワン」でのみ販売している。
大塚製薬工場と同じ大塚グループの大塚製薬からは、イオン飲料として「ポカリスエット」が製造・販売されているが、こうしたスポーツドリンクは、日常生活やスポーツによる水分補給に最適化された製品である。上述のような異常脱水時にスポーツドリンクを飲用した場合、電解質濃度が低いことに起因する低ナトリウム血症から水中毒を引き起こす危険があるため、注意する必要がある。特に乳幼児の場合、その危険度は更に高くなるため、使用すべきでない。

## CM出演者
- 所ジョージ - 所は2010年夏に、家庭菜園の手入れをしている最中に、熱中症で救急搬送された経験があることから、CMイメージキャラクターに選ばれた[4]。
- レイチェル・チャン（ナレーション）
  - （2012年）『私が脱水した日』篇、『室内でも脱水に』篇
  - （2013年）『科学的根拠』篇、『薬局・ドラッグストア』篇、『OS-1、覚えてます?』（冷蔵庫篇、ハンモック篇、歌篇、）[5]
  - （2014年）『ひと休み（凄い汗）』篇、『夕涼み』篇